# Средневековые Балканы

## Балканы в эпохувеликого переселения народов

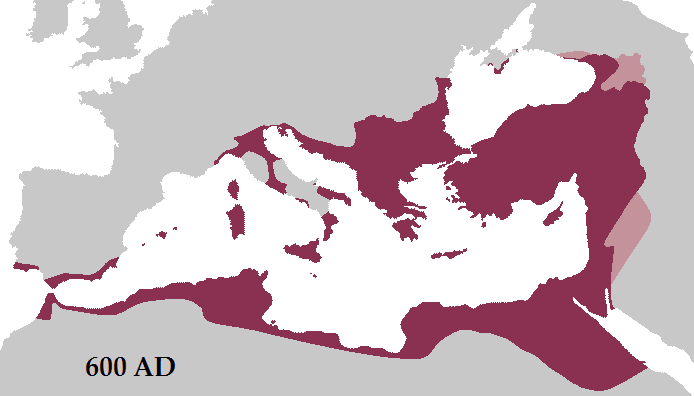
Территории, контролируемые Константинополем в начале VI века

К началу V века вся территория Балканского полуострова находилась под безраздельной властью римских императоров. По разделу Римской империи на западную и восточную части, весь Балканский полуостров, за исключением Далмации, стал частью Восточной Римской империи — Византии. В начале эпохи великого переселения народов балканские провинции империи подверглись нашествию остготов. В 378 году они одержали победу в битве у Адрианополя, император Валент II был убит, и вся Греция подверглась разорению.
При Теодорихе Великом Далмация была частью королевства остготов. В 555 году Юстиниан I, разгромив в конце концов остготов, привёл северо-запад Балкан под власть Константинополя.
С начала VI веке с левобережья Дуная на Балканы начали проникать многочисленные славянские племена. Объединенные в разные племенные союзы — хорваты, сербы, неретвляне, диоклетийцы и другие — все они говорили на одном языке.
В 517 году славяне дошли до Македонии, Эпира и Иллирика. В период правления Юстиниана I (527—565) они ежегодно вторгались в пределы империи. В 550 году они предприняли первую попытку захватить Фессалоники.
Смешиваясь с коренным населением, славяне ассимилировали романизированных фракийцев и оттеснили иллирийцев.
В 560-е годы в Среднее Подунавье пришли авары. Аварский каганат стал новой серьёзной угрозой для Византии. С конца VI века авары стали использовать славян в своих набегах на греческие земли.
Византийский император Ираклий I (610—641), занятый борьбой с Сасанидами на востоке и аварами на севере, не противодействовал славянской экспансии на Балканы, более того, он рассчитывал, что славяне будут его союзниками в борьбе против Аварского каганата. Он разрешил хорватам поселиться в Паннонии и на землях на побережье Далмации, а сербам во внутренних областях полуострова. Одно межплеменное объединение славян осело, возможно на правах федератов империи, в Мёзии.
В 626 году славяне вместе с аварами осаждали Константинополь.

## Балканы в сфере политического влияния Византии в VII—IX веке

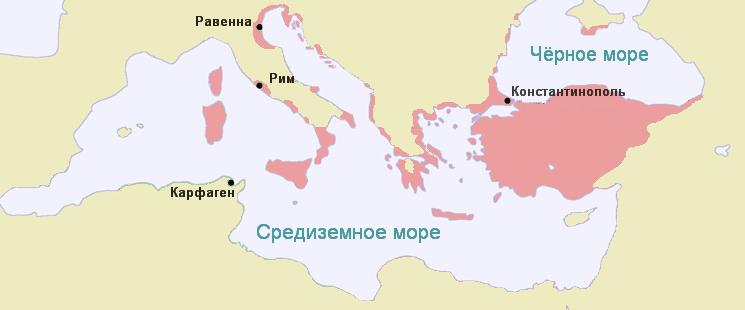
Территории, контролируемые Константинополем в начале VIII века

В VII веке константинопольские императоры, формально владея Балканами, практически утратили контроль над значительной их территорией.
Стремясь сгладить негативные последствия славянского нашествия константинопольские императоры стали прибегать к переселению славян с балканских территорий в Малую Азию.
Начиная с периода Михаила III (842—867), славяне стали активно привлекаться на государственную службу в Византии, а дети из славянских семей получили доступ в греческие школы. Это способствовало нормализации славяно-византийских отношений.

### Первое Болгарское царство
В середине VII века из Северного Причерноморья в дельту Дуная Добруджу пришли, теснимые хазарами, тюркские племена под предводительством хана Аспаруха — булгары (протоболгары). Здесь в 680 году началась их война с Византийской империей. Славянские племена выступили союзниками Аспаруха. Итогом войны стал мирный договор 681 года с империей и образование Первого Болгарского царства на пространстве между Дунаем и горной цепью Стара Планина до реки Искыр (правый приток Дуная) и столицей в Плиске. Булгары воевали, а славяне вели хозяйственную деятельность. Так, опираясь на поддержку славян внутри своего государства, Аспарух смог успешно противостоять хазарам на востоке и успешно воевать с Византией на юге. Слабость соседей — Византии и Аварского каганата — способствовали становлению государства Аспаруха.
В VIII веке ситуация в Византии стабилизировалась, а в Болгарском царстве, напротив, начал нарастать свой внутриполитический кризис. Он достиг своего апогея в середине VIII века. Был период, когда за 15 лет на престоле побывало 7 правителей. Пользуясь этим, император Константин V (741—775) организовал девять походов на Болгарию.

Кризис в болгарском государстве был полностью преодолён только в самом конце VIII века. В правление хана Крума (803—814) Болгарское царство расширило свои пределы. Авары в это время вели войну с франками Карла Великого, в которой терпели поражение за поражением. Воспользовавшись этим обстоятельством, Крум со своей стороны нанёс им удар. Так, совместными усилиями франков и болгар Аварский каганат оказался полностью разгромленным, а его территория была разделена между победителями. Болгарское царство соприкоснулось на западе с Франкским государством, граница между ними прошла по Среднему Дунаю. Затем Крум начал войну с Византией. Война была ожесточённой. В 811 году император Никифор I поставил своей целью уничтожение Болгарского государства и был близок к достижению её. После успешной осады, болгарская столица была захвачена и разрушена, гарнизон перебит, сокровища хана разграблена. Крум поднял на борьбу с захватчиком всё болгарское население. Никифор I был вынужден увести своё войско из болгарской столицы. Отступление перешло в бегство. Почти вся византийская армия погибла. Погиб и сам император. Крум продолжил войну, и в 814 году уже его армия стояла у стен Константинополя. Опасность для византийского императора Льва V была столь велика, что он даже обратился за помощью к своему западному коллеге Людовику I Благочестивому. Однако Крум внезапно умер, и в Болгарском царстве возникла смута. Это обстоятельство помогло Льву V в 815 году заставить болгар заключить мирный договор на тридцать лет. 

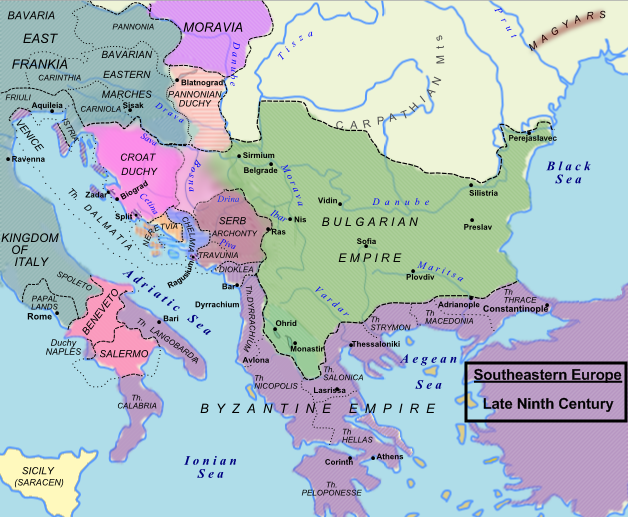
Болгарское государство при хане Пресиане (836—852)

В результате этой войны Болгарское царство немного приросло за счёт византийских владений.
На востоке Болгарское царство доходило до Днестра, за которым начинались земли печенегов.
Пользуясь тем обстоятельством, что армия Византии была занята на болгарском фронте, франки предприняли попытку захватить её далматинские города. Это вылилось в полномасштабную франко-византийскую войну, разорившую Далмацию. Война завершилась мирным соглашением в 812 году.
В 827 году болгары и франки начали борьбу за власть над славянскими племенами среднего Подунавья, бывшими ранее под властью аваров. В 832 году они уладили свои отношения мирным договором.
При хане Пресиане (836—852) в результате очередной болгаро-византийской войны Болгария, завоевав Южную Албанию и Македонию, получила выход к Адриатическому и Эгейскому морям. Византийские владения на Балканах оказались разделёнными на 3 изолированные части: Северную Албанию, Элладу и территории около Константинополя.

### Территориально-политические образования на западе Балкан
На западе Балкан в VII—IX веках существовало несколько славянских территориально-политических образований. На северо-западе полуострова, к югу от реки Драва и до побережья Адриатики осели хорваты. К юго-востоку от них — сербы. На адриатическом побережье сформировались сербские княжества Пагания, Захумье, Травуния и Дукля (Черногория), во внутренних областях— Босния и Рашка. Номинально все сербские территории входили в состав Византии, фактически же они были независимыми.

Протогосударственные образования на западе Балкан в первой половине IX века и западная граница Первого Болгарского царства в кон. X века

Одна часть хорватов оказалась в зависимости от франков, другая признала над собой власть Византии.
В 799 году хорваты под предводительством князя Вишеслава отразили нашествие франков, но в 802 году Вишеслав подписал с ними мирный договор, признав их сюзеренитет.
Вторжение франков в далматинские города византийцев привело к полномасштабной войне между Карлом Великим и византийцами, закончившейся мирным договором 812 года между ними. По этому договору земли к западу от Хорватии отходили к империи Карла, а к востоку — оставались подконтрольными Константинополю. Сама же Хорватия была объявлена вассалом франков. После раздела Франкского государства в 843 году между внуками Карла Великого, сюзеренитет над Хорватией перешёл к Лотарю I.
В первой половине IX века Хорватия управлялась потомками Вишеслава. Княжеский статус его внука Владислава был признан императором франков. Он безуспешно пытался взять под свой контроль богатые далматинские прибрежные города, принадлежавшие Византии. При князе Миславе (835—845) хорватская политика на этом направлении поменялась. Мислав установил дружеские отношения с византийскими городами, чтобы попытаться завоевать их расположение дарами. Мислав создал к 839 году мощный флот.
В 845 году княжеский трон Хорватии занял Трпимир I (845—864). С него начались новая династия и новый этап развития Хорватии как единого государства. В начале княжения Трпимира северной границей нового княжества была река Сава, юго-восточной — река Цетина. Существовала также чёткая граница с территориями твёрдо контролируемыми Византией — Западной Истрией и приморскими далматинскими городами. При нём хорватское княжество расширило свои границы на восток до реки Дрины и на север до Паннонии и обрело значимый региональный политический вес. Когда князь Великой Моравии Ростислав склонял хана Бориса I (852—889) помочь ему в противостоянии Восточнофранкскому королевству, хорваты пошли войной против Болгарии. Скорее всего это Людовик II Немецкий заплатил хорватам, чтобы они отвлекли Бориса от его союза с Великой Моравией — до этого оба славянских народа сосуществовали мирно. Борис отказался от союза с Ростиславом, мир между болгарами и восточными франками был восстановлен, а Ростислав был вынужден бороться против Людовика в одиночку.
Хотя Трпимир I и повторил вассальную присягу Лотарю I, в годы его правления Хорватия постепенно освободилась от вассалитета. В документах Трпимир именовался as divino munere Croatorum dux («c Божьей помощью князь Хорватии»). Трпимир I тоже безуспешно, как и его предшественники, пытался взять под хорватский контроль византийские города на далматинском побережье, потратив на это пять лет.
После смерти Трпимира I в 864 году произошёл государственный переворот. Князь Пагании Домагой взошёл на хорватский престол, свернув сына Трпимира Здеслава. Тот бежал в Константинополь. После смерти узурпатора правителем стал его сын. В 878 году с помощью Византии Здеслав вернул себе княжеский престол Хорватии, признавая при этом над собой власть византийского императора Василия I. В 879 году противники Византии и, соответственно, сторонники союза Хорватии с папой устроили новый заговор и убили Здеслава. Возведённый на княжеский престол Бранимир (не принадлежал к династии Трпимировичей) дистанцировался от Византии и вступил в союз с папским престолом, чем обеспечил признание Хорватии в качестве независимого (но проримского) политического субъекта. Византия видела в Хорватии потенциального союзника в своих войнах с болгарами.
После тринадцати спокойных лет правления Бранимира в 892 году на княжеский престол мирным путём взошёл брат Здеслава Мунцимир (892—910). Он отверг протекторат как Рима, так и Византии и, как раньше Трпимир I, принял титул «с Божьей помощью князь хорватов». Таким образом, Хорватия приобрела фактическую независимость. Вскоре после воцарения Мунцимир был атакован проболгарски настроенным князем Сербии Первославом. Мунцимир сумел не только разбить противника, но и посадить на сербский трон своего провизантийски настроенного племянника Петара Гойниковича. Это обеспечило безопасность восточной хорватской границы в период Византийско-болгарских войн. В начале X века в Центральную Европу пришли венгры. Они потеснили хорватов, северная граница их княжества вновь прошла по реке Сава.
Экспансия Болгарских ханов заставляла сербских правителей сплачиваться. Центром консолидации их племён стала Рашка. В 839 году её правитель Властимир (825—860) продемонстрировал способность сербов успешно противостоять болгарам, разбив их хана Пресиана. Сумев подчинить себе часть других сербских прибрежных княжеств, он стал фактическим основателем первого государства сербов. Наследственный принцип передачи власти, однако, не сложился, и в конце IX века Рашка из-за междоусобиц ослабла и в X веке всё же попала под власть Первого Болгарского царства.
После побега в 933 году из болгарского плена правнука Властимира Часлава на западе болгарского царства началось восстание, в результате которого Сербия (при поддержке Византии) обрела независимость от Болгарии. В правление Часлава (933—950) Сербия, будучи в вассальной зависимости от Византии, укрепилась и существенно расширила свою территорию, но после его смерти окончательно развалилась на множество отдельных княжеств, большинство из которых были незамедлительно аннексированы Византией.
Оставшиеся наследники династии Властимиров продолжали править в Дукле, которая стала главным княжеством сербов. Её правитель Иван Владимир (990—1016) считается одним из самых талантливых правителей времён распада Сербии. Под его контролем находились Травуния и Захумье, была присоединена часть Загорья (центральная Сербия). Император Василий II предложил ему войти в антиболгарский альянс и идти войной на царя Самуила Болгарского. В ответ на это Самуил в 997 году атаковал Дуклю, разбил Ивана Владимира и присоединил к своим владениям Боснию и Сербию. Сам Иван Владимир был пленён. Согласно летописям XII века, дочь Самуила, Феодора (Теодора) Косара, полюбила пленника, умоляя сделать её супругой Ивана Владимира. После заключения брака Ивану Владимиру были отданы земли Дукля вместе с городом Дуррес, и он правил ими как вассал Болгарии. Иван Владимир старался не ввязываться в военные конфликты. В 1016 году племянник и наследник Самуила Иван Владислав казнил Ивана Владимира и истребил практически всю его семью.

## Распространение христианства среди южных славян
В 861 году, с болгарской миссии Кирилла и Мефодия, начатой императором Михаилом III (842—867) и патриархом Фотием, началось обращение в христианство болгар. В 864 году под угрозой новой византийско-болгарская войны хан Борис I (852—889) вынужден был креститься. В следующем году христианство было объявлено государственной религией Болгарского царства. Христианизация велась силовыми методами, упорствующих жестоко карали. До этого христианство воспринималось болгарскими ханами как религия врага и подвергалось гонениям. Для тюрко-булгарской аристократии хан был вероотступником, и в 866 году они подняли восстание, но были быстро и жестоко подавлены (были полностью уничтожены 52 семьи булгарского происхождения).
Византийские императоры понимали церковное подчинение и как подчинение политическое. Из-за разногласий с патриархом Фотием по поводу степени самостоятельности болгарский епархии, Борис в 867 году подчинил болгарскую церковь папе Николаю I, но и от него он не добился желаемого уровня независимости. В 870 году Борис вернулся под власть константинопольского патриарха Игнатия, давшего Болгарской епархии широкую автономию. В 880 году болгарская церковь получила автокефальный статус.
Христианство устранило разницу между тюрками-булгарами и славянами, что скоро привело к формированию единого болгарского этноса, и позволило возвыситься славянской знати.
Первое крещение сербов состоялось при императоре Ираклии I (610—641). Массовый и необратимый характер оно приняло при императоре Василии I (867—886), чему также способствовала деятельность Кирилла и Мефодия, и в основном завершилось к началу X века. Автокефалию сербская церковь получила в 1219 году.
Liber Pontificalis (книга Римских пап) датирует первый контакт между Римской церковью и хорватами серединой VII века. Христианизация хорватов завершилась, также как и сербов, в конце IX века. Папа Иннокентием IV официально разрешил хорватам вести богослужение на своём родном языке и использовать глаголицу. Однако довольно скоро из-за активной целенаправленной политики пап латинский обряд стал у них доминирующим.
Боснийцы в силу их относительной географической изолированности обратились в христианскую веру последними из южных славян.

## Гегемония Болгарии на Балканах в X веке

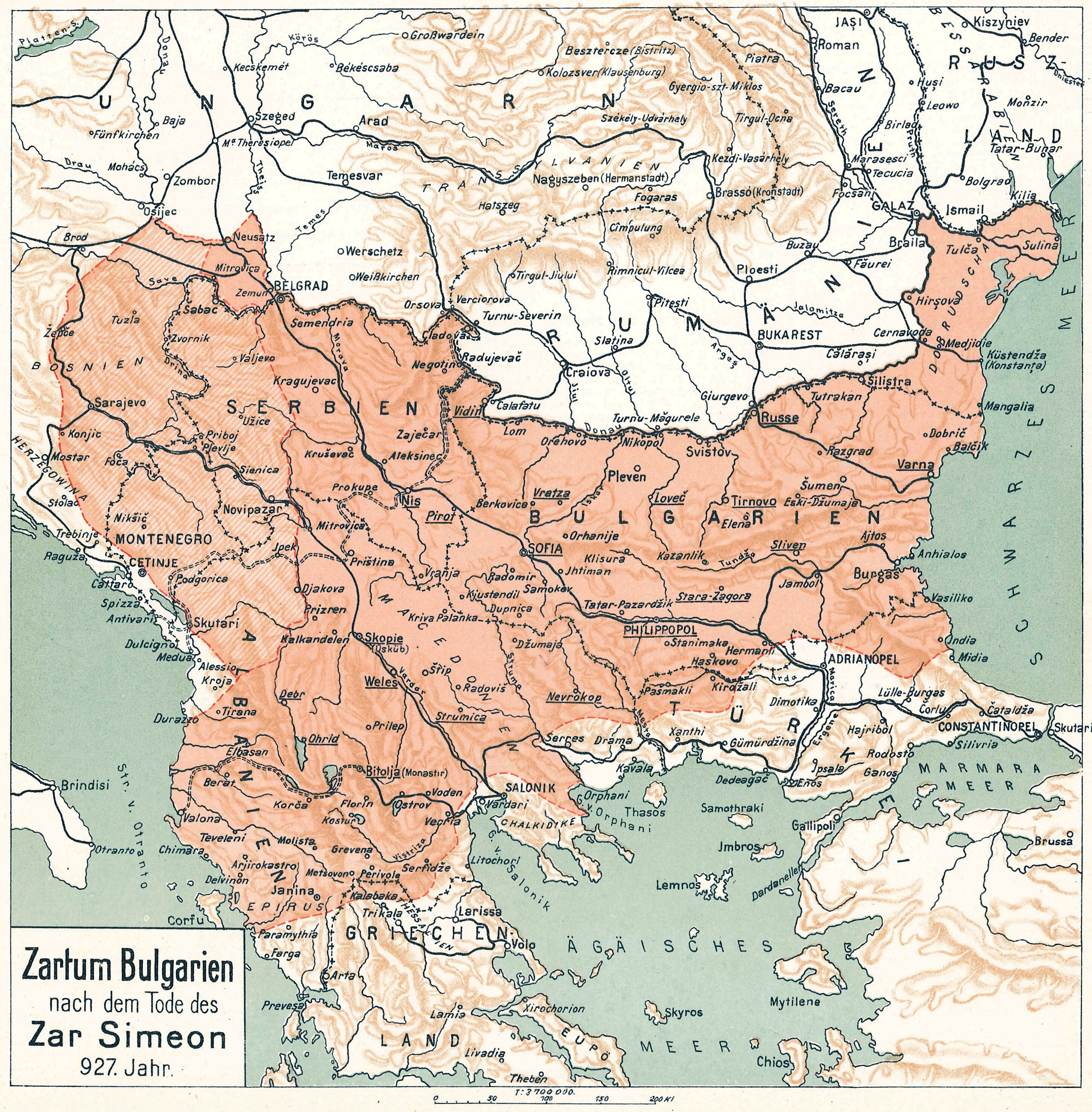
Территория Болгарского царства к концу правления Симеона I Великого в 927 году

Успешные военные кампании Симеона I Великого (893—927) против Византии, сербов и недавно появившихся в Европе венгров сделали Болгарское царство самым могущественным государством во всей Восточной Европе. Его территория простиралась от северных склонов Карпат до Эгейского моря на юге и от Днепра на востоке до Адриатического моря на западе. Новой его столицей стал Великий Преслав. Симеон первым из болгарских правителей в 913 году принял титул царя, равный титулу императора (второй подобной случай после Карла Великого). При нём Болгарское царство достигло апогея своего могущества. Он имел планы взойти на Константинопольский престол и мыслил заменить «Pax Byzantina» на «Pax Bulgarica». В 917 году Болгарская православная церковь стала первой патриаршей после Пентархии (Римской, Константинопольской, Александрийской, Антиохийской и Иерусалимской церквей) и первой самостоятельной национальной церковью в Европе, с патриархом во главе. При этом Болгария находилась в политической изоляции — сербы продолжали видеть в династии болгарских правителей чуждых им тюркских кочевников, те, наоборот, давно перестали видеть в них своих соплеменников, хорваты находились в орбите Рима, а венгры осуществляли собственную экспансию.
Дело борьбы с Византией после смерти Симеона I завершил Пётр I — его сын и преемник на троне (927—969). Заключив в 927 году с Петром «вечный мир», Константинополь, тем самым, официально признал императорское достоинство болгарского правителя и патриаршеский статус главы болгарской церкви. Договор закреплял за Болгарией все её территориальные приобретения и обязывал греков к ежегодной выплате дани.
В 966 году император Никифор II Фока отказался продолжать выплачивать дань болгарам и договорился о союзе против болгар с новгородским князем Святославом Игоревичем.
В 969 году Святослав Игоревич захватил северо-восточную часть Болгарии вместе с её столицей. Он намеревался прочно обосноваться на Дунае, расширив таким образом владения Руси. Война Святослава против Болгарии переросла в войну против Византии — в 970 году Святослав, уже в союзе с болгарами, напал на греков. После длинной череды столкновений Святослав принудил Иоанна I Цимисхия к миру на своих условиях. Эта война сильно ослабила Болгарское государство. Пётр I отрёкся от престола. Болгарский трон занял его сын Борис II, но он (вместе со своим братом) был взят византийцами в плен, и восточная Болгария перешла под прямое византийское управление.

В Западной Болгарии Византия не смогла немедленно утвердить своё правление. Вновь за разрешение «болгарского вопроса» взялся в 981 году император Василий II. Болгары оказали предельно упорное сопротивление. В 986 году они во главе с царём Самуилом в битве у Траяновых Ворот уничтожили почти всю византийскую конницу и значительную часть пехоты, был потерян весь обоз императора Василия II, а он сам чудом избежал пленения. 

Византийская империя в правление Василия II

 Выиграв это сражение, царь Самуил смог вернуть большую часть территории Болгарии. Он даже принял титул царя. Но война продолжалась, и в 1014 году уже Василий II в сражении при Беласице (Стримоне) наголову разбил болгар. Самуил скончался, а его преемники не смогли толком продолжить сопротивление, и к 1018 году Болгария была полностью завоёвана Византией.
Эта византийско-болгарская война имела крайне ожесточённый характер и сопровождалась зверствами с обеих сторон. Император Василий II после неё получил прозвище «Болгаробойца».

## Хорватия в X—XI веках

### Хорватия приТомиславе I(910—928)
Мощная держава Томислава I включала в себя Паннонию, Далмацию, Боснию и Славонию (большую часть территории современных Хорватии, за исключением Истрии и Дубровника, и Боснии и Герцеговины). У каждой из этих областей была своя столица. Хорватия обладала военным и торговым флотом из двухсот кораблей, что позволяло ей вести торговлю по всей Адриатике. Хорваты, одержав ряд важных побед над венграми, способствовали прекращению их экспансии на запад Европы. Сама же Хорватия при этом вновь расширилась на север до реки Дравы.
В одном из дипломатических писем 925 года папа Иоанн X называет Томислава I «Rex Chroatorum» (король хорватов). Хотя достоверно почти ничего не известно о коронации первого короля Хорватии, но королевский титул не оспаривался, так как в IX веке за папой признавалось право даровать правителям королевский титул. Таким образом, Томислав I считается первым хорватским королём.
Нуждаясь в хорватской военной помощи против болгарского царя Симеона I, византийский император в 923 году передал под контроль Томислава торговые города на адриатическом побережье Далмации. Победа Томислава над войском Симеона I в 927 году в битве на боснийских холмах сильно подняла престиж молодого государства и его короля. После смерти Симеона I Константинополь перестал нуждаться в хорватской помощи и потребовал, чтобы богатые далматинские города были возвращены под управление Византии и платили налоги в византийскую, а не в хорватскую казну. Все последующие десятилетия шла борьба за контроль над этими городами. Когда в условиях нового конфликта империи с болгарами, начавшегося в конце X века, Константинополю вновь потребовалась поддержка хорватов, он вновь согласился с тем, что адриатические города будут платить налоги в хорватскую казну.

### Хорватия на пути к унии с Венгрией
На протяжении ста тридцати лет после смерти Томислава I, c 928 по 1058 годы, Хорватия пережила несколько внутренних смут. Междоусобная борьба привела к тому, что большая часть адриатического побережья Хорватии была завоёвана Венецией. Славония, где утвердился один из потомков Томислава, фактически отпала от Хорватии.
Король Петар Крешимир IV (1058—1074) не только вернул Хорватии её прежнее могущество, но и ещё усилил её. После многочисленных завоеваний Петара Крешимира территория Хорватии превысила даже территорию хорватских земель при Томиславе I. Он, наконец, подчинил Хорватии Паганию, а также распространил своё влияние в Захумье, Травунии и Дукле, заставил византийского императора признать его правителем всей Далмации, включая приморские города. Укреплению его власти способствовал тесный союз с римской церковью.
При последующих правителях мощь хорватского государства начала ослабевать. В первой половине 1080-х годов хорватские земли пережили нашествие норманнов.
На Степане II в 1091 году прервалась династия Трпимировичей. В 1091 году король Венгрии Ласло I Святой захватил значительную часть Хорватии и поставил там королём своего племянника. Хорватская знать избрала королём Петара Свачича. Он смог изгнать венгров, но это был кратковременный успех. В 1097 году новый король Венгрии Кальман Книжник одержал над хорватами решающую победу, что привело к ликвидации независимости страны. Попытка хорватской знати через два года освободиться от власти венгерского короля провалилась. В 1102 году по договору, обычно называемому Pacta Conventa, хорватское дворянство признало унию с Венгрией. Договор подразумевал, что Хорватия и Венгрия управляются одним правителем, как два раздельных королевства (личная уния). Король обязался не заселять хорватские земли венграми, гарантировать самоуправление под началом назначенного им правителя и уважать привилегии хорватской знати. Кальман Книжник в том же 1102 году короновался как король Венгрии и Хорватии.

### Венгерско-венецианское соперничество
В середине XII века Венеция захватила большую часть далматинских островов. Король Андраш II ненадолго вернул контроль над ними Венгрии. Король Людовик I Великий после войны с Венецией в 1385 году вернул власть над Далмацией (Задарский мир (1385), но после его смерти венецианцы вновь захватили ключевые опорные пункты на побережье и островах. Борьба за Далмацию завершилась в 1409 году, когда король Неаполя и претендент на венгерскую корону Владислав продал Далмацию (кроме Дубровника) Венеции.
Установление венгерского контроля над Далмацией по Задарскому миру привело к образованию Дубровницкой республики.

## Балканы в XIII—XIV веках

### Восстановление болгарского государства
Болгары неоднократно поднимали восстания против византийского владычества, но все они были подавлены, пока восстание 1185 года не восстановило болгарскую независимость. Руководителями этого восстания были братья Пётр IV и Иван Асень I — соправители Второго Болгарского царства.
Пётр IV после 1190 года отошёл от управления страной, но после убийства в 1196 году Ивана Асеня I, вернулся на трон. Через год после этого, в 1197 году он тоже был убит в результате заговора.
Правивший Болгарией с 1197 по 1207 год Калоян — младший брат своих предшественников на троне — в 1199 году, воспользовавшись ослаблением императорской власти и многочисленными мятежами, возобновил войну с Византией. На стороне болгар фактически вели войну половцы, вторгавшиеся далеко вглубь византийских владений. Тогда же в Македонии поднял мятеж против Византии Добромир Хриз. Калоян оказывал Добромиру Хризу поддержку. Византия была вынуждена примириться с отпадением Болгарии, и в 1202 году император Алексей III признал независимость Болгарии.
Король Венгрии Имре в 1201 году захватил Сербию и часть Болгарии, но в 1202 году он был взят в плен, а несколько важных дунайских городов перешли под власть болгар.
Так, в короткий срок Болгария снова превратилась в сильнейшее государство Балканского полуострова. В ноябре 1204 года папа Иннокентий III признал Калояна царём, а болгарская патриархия снова стала независимой от Константинополя.

### Четвёртый Крестовый поход

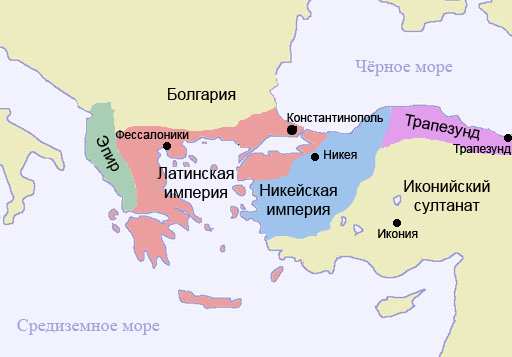
Латинская империя и окружающие территории.

В 1204 году крестоносцы захватили Византию и на её обломках создали Латинскую империю. Латиняне считали себя наследниками Византии и, соответственно, всех территорий, которые ей подчинялись. Поэтому, когда Калоян предложил первому латинскому императору Балдуину союз, он ответил угрозой опустошить его страну и «возвратить его в рабство, из которого он вышел».
Тогда Калоян выступил в роли инициатора восстания греков против латинян. Весной 1205 года восстание греков охватило всю Фракию. Латиняне потерпели сокрушительное поражение, сам император попал в плен и был казнён Калояном. Погиб цвет рыцарства, оставшиеся в живых крестоносцы бежали в Европу. Рыцари, надеясь, что папа объявит Калояна врагом христианства и провозгласит против него новый крестовый поход, снова формировали свою армию. Но могущество Калояна было столь велико, что папа отправил ему письмо, в котором предупреждал о новом наступлении крестоносцев с Запада и советовал заключить мир.
В 1206 году началось новое наступление болгар на Латинскую империю. Рыцари были разбиты во всех стычках и отсиживались за стенами городов. При этом Калоян опустошал Фракию, а греков переселял на Дунай в новые города с греческими названиями — он называл себя ромеебойцей и говорил, что мстит за кровавые расправы над болгарами византийского императора Василия II Болгаробойцы. В то же время болгары, хотели они того или нет, спасли от разгрома крестоносцами Никейскую империю Феодора Ласкариса — очаг будущей греческой государственности.

### Апогей и упадок Второго Болгарского царства

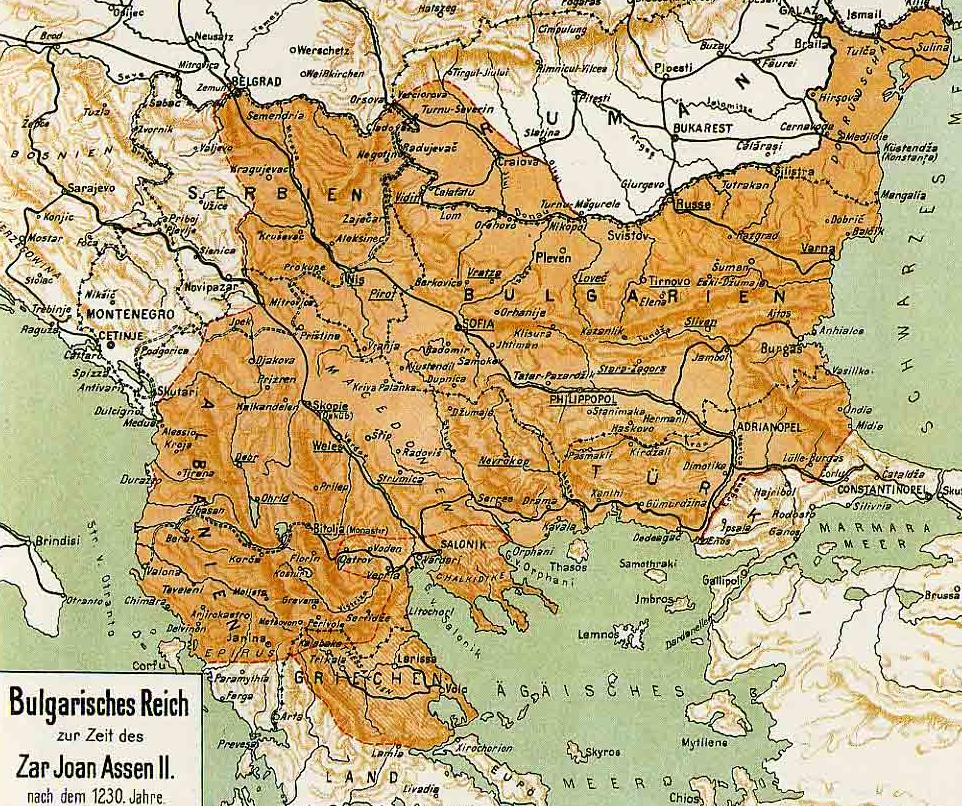
Второе Болгарское царство

После смерти Калояна на болгарский престол вступил Борил. Он начал гонения на Асеней. В обстановке глубокой дестабилизации страны феодалы начали объявлять о своей независимости, было потеряно множество территорий, отвоёванных братьями из династии Асень.
Борила в 1218 году сверг с престола Иван Асень II.В его правление (1218—1241 годы) Второе Болгарское царство достигло наивысшего могущества, сравнимого с могуществом Болгарии времён Симеона I Великого. Заключая династические браки и постоянно ведя войны с крестоносцами, венграми и греками, он расширил своё государство, захватив Македонию, Албанию и Южную Сербию. К концу правления он контролировал практически весь Балканский полуостров.
После смерти Ивана Асеня II, вплоть до подпадения Болгарии под османское владычество, на престол вступали не самые сильные правители, и Болгария неуклонно слабела. От неё отделилось Видинское царство (1280 год) и Добруджанское княжество (1322 год). Византия отвоевала Македонию и Северную Фракию, венгры Белград, постепенно отпала Валахия. В 1242 году Болгария подверглась монгольскому нашествию и стала вынуждена платить дань Золотой Орде. К концу XIII века Болгария ослабла настолько, что в 1299 году один из сыновей монгольского хана стал ненадолго царём Болгарии.

### Сербия
Через тридцать лет после гибели Ивана Владимира, в середине XI века Дукля стала центром объединения сербских земель. Князь Стефан Воислав (1040—1052), заручившись поддержкой прибрежных городов, возглавил антивизантийское восстание и смог вернуть некоторым сербским землям независимость. Потом он расширил свою власть на Герцеговину и южную Далмацию. Рашка также признала его власть. В отличие от своего предшественника Часлава, ориентировавшегося на Византию, он искала опору в Риме и среди норманнов Южной Италии. Князь Михайло Воиславлевич в 1077 году был коронован королём сербов. В конце XI века Дукля установила контроль над внутренними сербскими областями, но в начале XII века королевство Дукля развалилась.
С середины XII века началось новое усиление Рашки — в 1166 году её князем стал Стефан Неманя (1170—1196), основатель династии Неманичей. В начале своего правления он оставался верным вассалом Византии, но после смерти в 1180 году императора Мануила I Комнина развернул борьбу за независимость и объединение сербских земель. В результате нескольких военных походов к концу XII века бо́льшая часть населённых сербами земель, включая приморские области, Зету, Косово и, временно, Северную Македонию, вошла в состав единого государства. Дубровницкие купцы получили от Стефана Немани право свободной торговли на территории Сербии, и это способствовало подъёму её экономики.
В 1190 году Византийская империя признала независимость Сербии. В 1217 году сын Стефана Немани Стефан Первовенчанный был коронован папой Гонорием III королём сербов, а в 1219 году, после того как новая Сербская церковь была возведена в ранг архиепископии константинопольским патриархом Мануилом I Харитопулом, её первый архиепископ Савва Сербский короновал Стефана православным царём сербов.
При непосредственных преемниках Стефана Первовенчанного Сербское государство пережило период стагнации и оказалась под влиянием соседних держав, прежде всего Венгрии. Сербское дворянство было недовольно влиянием венгров. В 1267 году на политической сцене появился Стефан Милутин. Хотя для борьбы с Византией Милутин и вступил в союз с Карлом I Анжуйским, при нём окончательно закрепилась принадлежность Сербии к православному миру, католическое влияние было практически устранено, а богомилы изгнаны из страны. Одновременно начался процесс организации государственного управления по византийскому образцу (при сохранении существенной роли сербской аристократии). Помпезный сербский королевский двор тоже подражал Константинополю.
Милутину удалось существенно расширить территорию государства. При его сыне Стефане Дечанском в 1330 году победой над болгарами в битве при Вельбужде был положен конец болгарской гегемонии на Балканах.

Сербия в середине XIV века

На время правления Стефана Душана (1331—1355) пришёлся расцвет средневекового сербского государства. В ходе ряда военных кампаний Стефан Душан подчинил всю Македонию, Албанию, Эпир, Фессалию и западную часть Средней Греции. В результате Сербия стала крупнейшим государством Юго-Восточной Европы. В 1346 году Стефан Душан был коронован царём сербов и греков, а Печский архиепископ был провозглашён патриархом. Сербо-греческое царство Стефана Душана сочетало в себе сербские и византийские традиции, за греками были сохранены высшие должности в городах и их земельные владения.
После смерти Стефана Душана сербское государство в очередной раз распалось. Часть греческих земель вновь перешла под власть Византии, а на остальных сформировались полунезависимые княжества. Единство сербских земель далее поддерживалось практически исключительно единством православной церкви в лице Печской патриархии.
Междоусобные войны между князьями сильно ослабляли обороноспособность сербских земель в условиях нарастания османской угрозы.

## Завоевание Балкан турками-османами
В 1320-е годы турки-османы начали совершать набеги на Балканский полуостров. При Орхане I в 1352 году они овладели там первой крепостью — Цимпа на Галлипольском полуострове. К 1357 году этот полуостров был заселён турками.
Сын Орхана Мурад I завоевал Фракию и в 1365 году перенёс столицу Османской империи в Адрианополь. От Византийской империи остался один лишь Константинополь с ближайшими своими окрестностями.
После смерти в 1371 году Ивана Александра турки завоевали часть Второго Болгарского царства до Балканских гор. В 1385 году пал Средец, в 1393 году, пала столица Велико-Тырново. В 1395 году под власть турок попала Добруджа. В 1396 году Константин II Асень, правитель Видинского царства признал себя вассалом Османской империи — вся Болгария перестала существовать как самостоятельное государство.
В битве 1371 года при Черномене османы разгромили войска южносербских правителей во главе с королём Вукашином, после чего Македония перешла под власть Османской империи. Победа Османской империи в битве 1385 года при Савре заставила большинство сербских, греческих и албанских правителей признать сюзеренитет османских султанов. Но тем не менее, многие оказывали османам упорное сопротивление.
Попытка объединить сербские земли для организации отпора туркам, предпринятая сербским князем Лазарем (1370—1389) при поддержке Сербской православной церкви, не увенчалась успехом — 15 июня 1389 года в битве на Косовом поле, несмотря на героические усилия сербов, они потерпели поражение. Князь Лазарь погиб. Хотя его сын Стефан Лазаревич сохранил свою власть, он был вынужден признать сюзеренитет Османской империи и участвовать в турецких походах.
Граница между христианским миром и Османской империей подошла к Венгрии. Угроза дальнейшего продвижения турок, вынудила венгерского короля Сигизмунда на решительные меры по защите своего государства. Он обратился за помощью к другим европейским монархам. В 1394 году папа Бонифаций IX объявил крестовый поход против турок. Этот призыв не получил такого широкого отклика, как это бывало раньше — массово на призыв Сигизмунда и Бонифация откликнулись только французские дворяне. Турецкая экспансия на Балканах прямо угрожала монополии Венеции и Генуи над торговыми путями между Европой и Чёрным морем, поэтому они тоже поддержали поход. В 1396 году состоялось крупное сражение у города Никопола на севере Болгарии, в котором турки разгромили крестоносцев.
В первой половине XV века, когда натиск турок временно ослаб из-за угрозы со стороны Тамерлана, Стефан Лазаревич предпринял попытку восстановления Сербского государства. Он принял византийский титул деспота и, опираясь на союз с Венгрией, вновь подчинил ряд сербских областей, сделав столицей Белград. Была возрождена центральная администрация, укрепилась власть князя, и была построена хорошо укреплённая крепость.
В 1438 году началось новое османское наступление. Поход венгерских войск Яноша Хуньяди в 1443—1444 году позволил изгнать турок с территории Сербии и ненадолго восстановить её самостоятельность. Однако поражение крестоносцев под Варной в 1444 году, разгром венгерского войска во Второй битве на Косовом поле в 1448 году и падение Константинополя в 1453 году предопределили судьбу Сербии. В 1456 году был осаждён Белград, в 1459 году пало Смедерево. К 1463 году была завоёвана Босния, к 1482 — Герцеговина и, наконец, в 1499 году — Горная Зета. Сербское государство перестало существовать.